# 穆王 (周)
穆王（ぼくおう）は、周朝の第5代王。

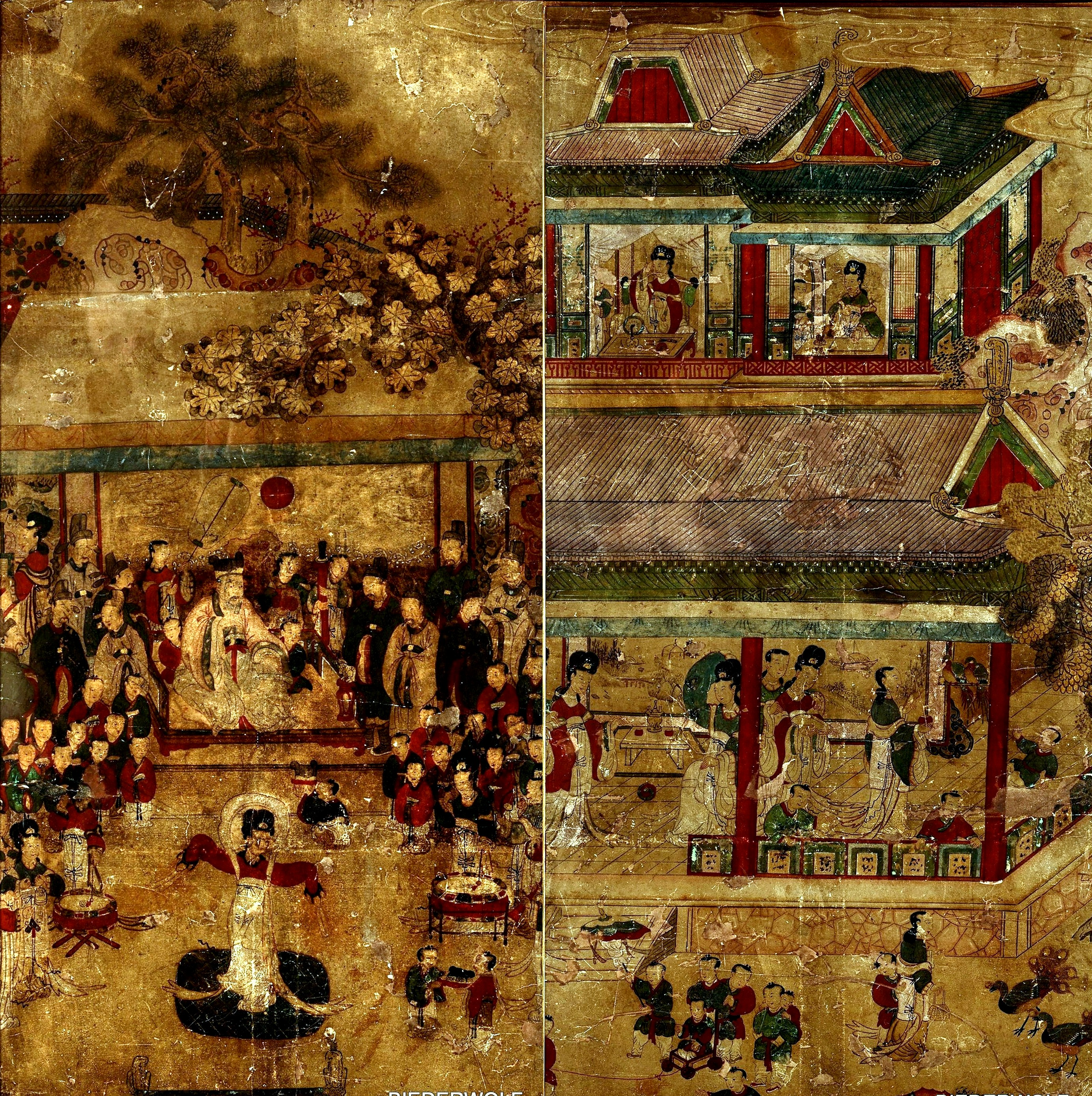
穆王 (周)

昭王の子であり、昭王が楚への遠征途上で行方不明になったことより仮に王位に即位、その後に昭王の死が判明したので正式に即位した。
彼は中国全土を巡るのに特別な馬（穆王八駿）を走らせていたと言われる。すなわち、飛ぶように走ることができる「絶地（ぜっち）」、鳥よりも速い「翻羽（ほんう）」、一夜で万里を駆ける「奔霄（ほんしょう）」、太陽の後を追って走ることができる「越影（えつえい）」、光のように明るく輝く「逾輝（ゆき）」、10の影を持つ馬「超光（ちょうこう）」、雲に乗って走れる「騰霧（とうむ）」、翼を持つ「挟翼（きょうよく）」の8頭である。穆王はこの馬を駆って犬戎ら異民族を討った。
また、司寇（司法官の長）である呂侯に命じて『呂刑』と呼ばれる刑法を定めて社会の安定を図ろうとしたが、その3千と言われる罪状の多さに却って諸侯や民衆の反感を買った。
また彼は西の彼方にある、神々が住むとされた崑崙山にも立ち寄り西王母に会い、西王母が後に入朝したと言う。このことは穆天子伝としてまとめられている。神話、伝説の要素を多く含む中国最古の旅行記である。

## 登場作品
テレビドラマ
- 私が大王!? 愛しいあなたは我が家臣（2017年、中国、演：ジャン・イージエ）